# Coverture

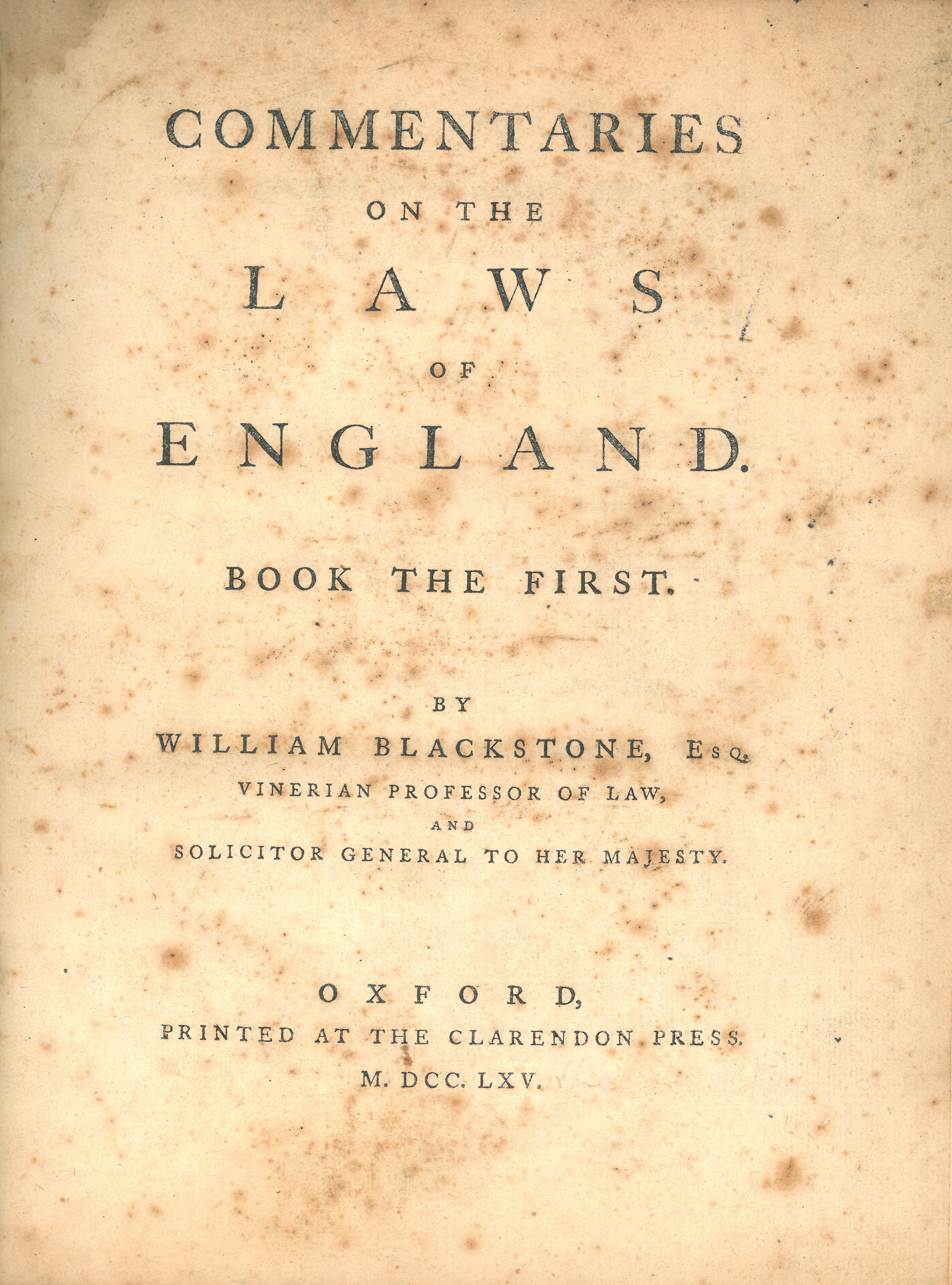
Титульный лист первой книги «Комментариев к законам Англии», впервые изданной в 1765 году. В этой книге сэр Уильям Блэкстон сформулировал принцип покровительства.

Coverture ['kʌvətjuə] (покровительство, убежище) — статус замужней женщины и юридический принцип английского общего права, согласно которому с момента выхода замуж женщина теряла гражданскую правоспособность и попадала в полную зависимость от мужа. Сформировался в эпоху высокого и позднего Средневековья. В англосаксонском семейном и гражданском праве в полном объеме и повсеместно существовал до середины XIX-го века и был постепенно упразднён только под напором феминизма.

## Принцип
Английский юрист и комментатор права Уильям Блэкстон описал принцип покровительства следующим образом.

… юридическое существование женщины прекращается на всё время её замужества, или точнее оно интегрируется и сливается с юридическим существованием её мужа: все её действия осуществляются только под его крылом, защитой и при его гарантиях…— 
Уильям Блэкстон
Согласно принципу замужняя женщина прекращала самостоятельное юридическое существование и теряла почти все права. Всё движимое имущество жены переходило в полную собственность мужа. Об этом свидетельствует то, что муж мог распоряжаться им не только в период брака, но и завещать его наследникам помимо жены. Недвижимое имущество, земля и строения, оставались в собственности жены, но она утрачивала возможность распоряжаться этой собственностью без согласия мужа. Жена не могла самостоятельно совершать и никаких других сделок. Все доходы жены в период брака — рента, заработок, полученное наследство и даже подарки принадлежали мужу. Исключение делалось для королевы и немногих богатейших женщин Англии, которые могли оформить доверительную собственность. Судебные издержки делали эту процедуру недоступной для подавляющего большинства остальных женщин.
Принцип распространялся не только на имущественные отношения. Без разрешения мужа женщина не могла выступать в суде, получать образование, работать, жить раздельно и содержать своих собственных детей.
Продолжая комментарий Блэкстон приравнивает отношения мужа и жены к отношениями английского барона и его крепостного и доводит юридическую фикцию о нераздельности супругов до абсурда.

Поэтому муж не может ничего дарить своей жене и брать на себя обязательства перед ней: ибо подарок предполагает её раздельное существование; а обязательство перед ней есть обязательство только перед самим собой… женитьба аннулирует также все обязательства мужа, взятые до свадьбы.— Уильям Блэкстон
В Англии принцип покровительства был основополагающим не только в гражданском праве, в отдельных случаях он мог избавить женщину даже от уголовного наказания за проступки, связанные с выполнением распоряжений мужа.
Некоторые авторы полагают, что суровостью формулировок принцип покровительства обязан именно Блэкстону, а не средневековому праву. Однако другие указывают, что до возникновения феминизма критики принципа не выходили за рамки небольших его модификаций, с тем чтобы мужья не могли присваивать все доходы жён.

## В других правовых системах и странах
В чуть менее радикальной форме подобные взгляды и юридическая практика существовали и в странах континентальной Европы. В частности, гражданский кодекс Наполеона 1804 года запрещал женщинам без согласия мужа обращаться в суд. Французская женщина формально могла иметь раздельную собственность, но не могла ею распоряжаться.

Статья 217. Жена, даже не обладающая общностью имущества с мужем или при наличии раздельности ее имущества, не может дарить, отчуждать, закладывать, приобретать, по возмездному или безвозмездному основанию, без участия мужа в составлении акта или без его письменного согласия.— Гражданский кодекс Наполеона.
Обязательность безусловного послушания мужу декларировалась отдельной статьёй. Также отдельной статьёй кодекс разрешал француженке без согласия супруга составить завещание, что английской женщине не дозволялось.

## Отмена
Начало упразднению принципа покровительства в США положил штат Миссисипи в 1839 году, приняв акт о собственности замужних женщин. Нью-Йорк частично отменил средневековый закон в 1848 году. Это послужило сигналом для принятия аналогичных актов и в других штатах.
В Англии принцип покровительства упразднялся постепенно несколькими актами в период с 1870 по 1893 год.
Однако отмена всех положений принципа покровительства и устранение юридической дискриминации женщин в западных странах затянулось более чем на век и потребовало значительных усилий женского движения. Право работать без согласия мужа французские женщины получили только в 1965 году.